# 一心寺
一心寺（いっしんじ）は、大阪市天王寺区にある浄土宗の寺院。山号は坂松山（ばんしょうざん）。本尊は阿弥陀如来。骨仏の寺としてよく知られている。天王寺公園に隣接した上町台地の崖線上に建ち、広い境内を有している。

## 歴史

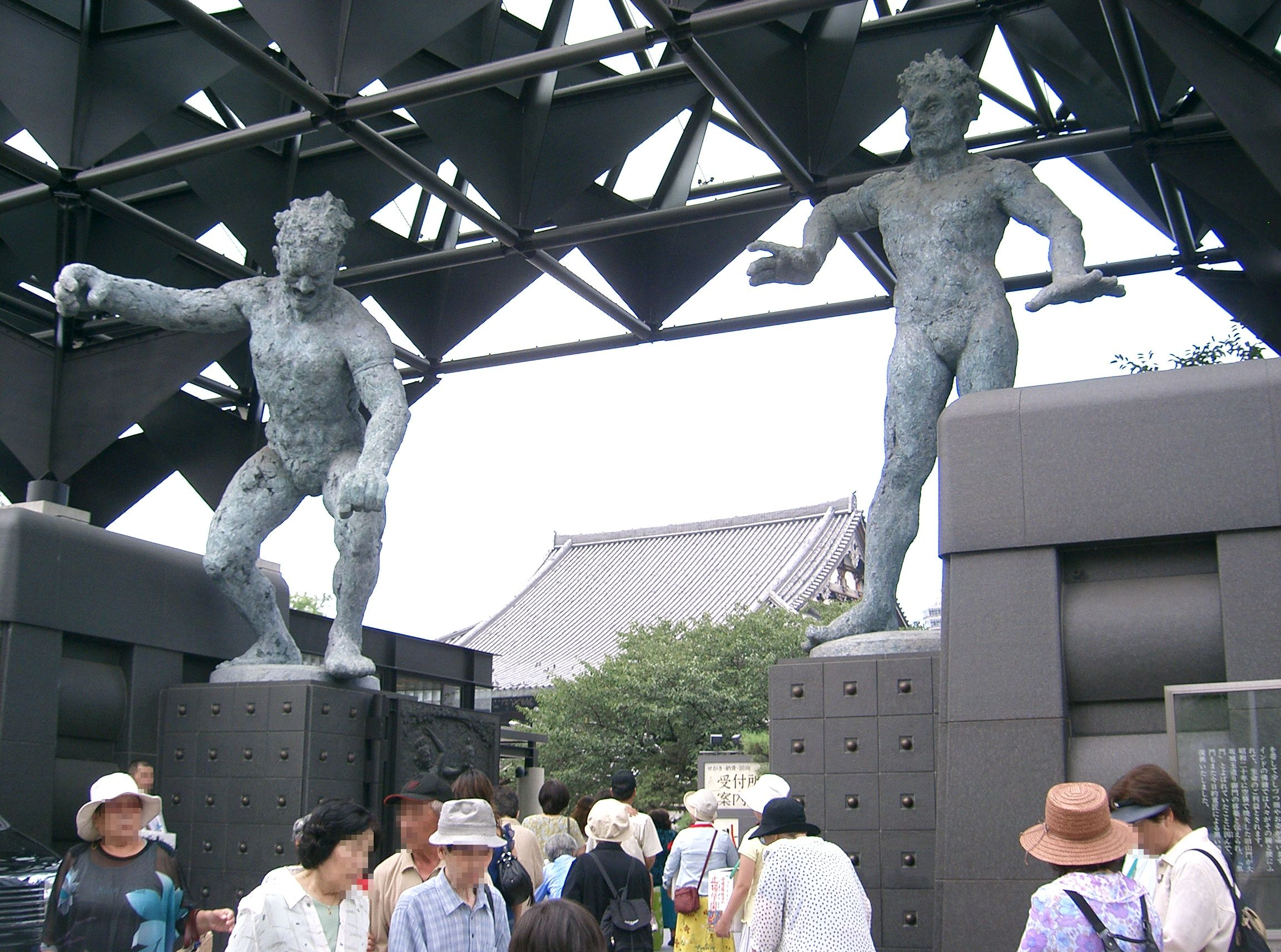
一心寺 山門と仁王像

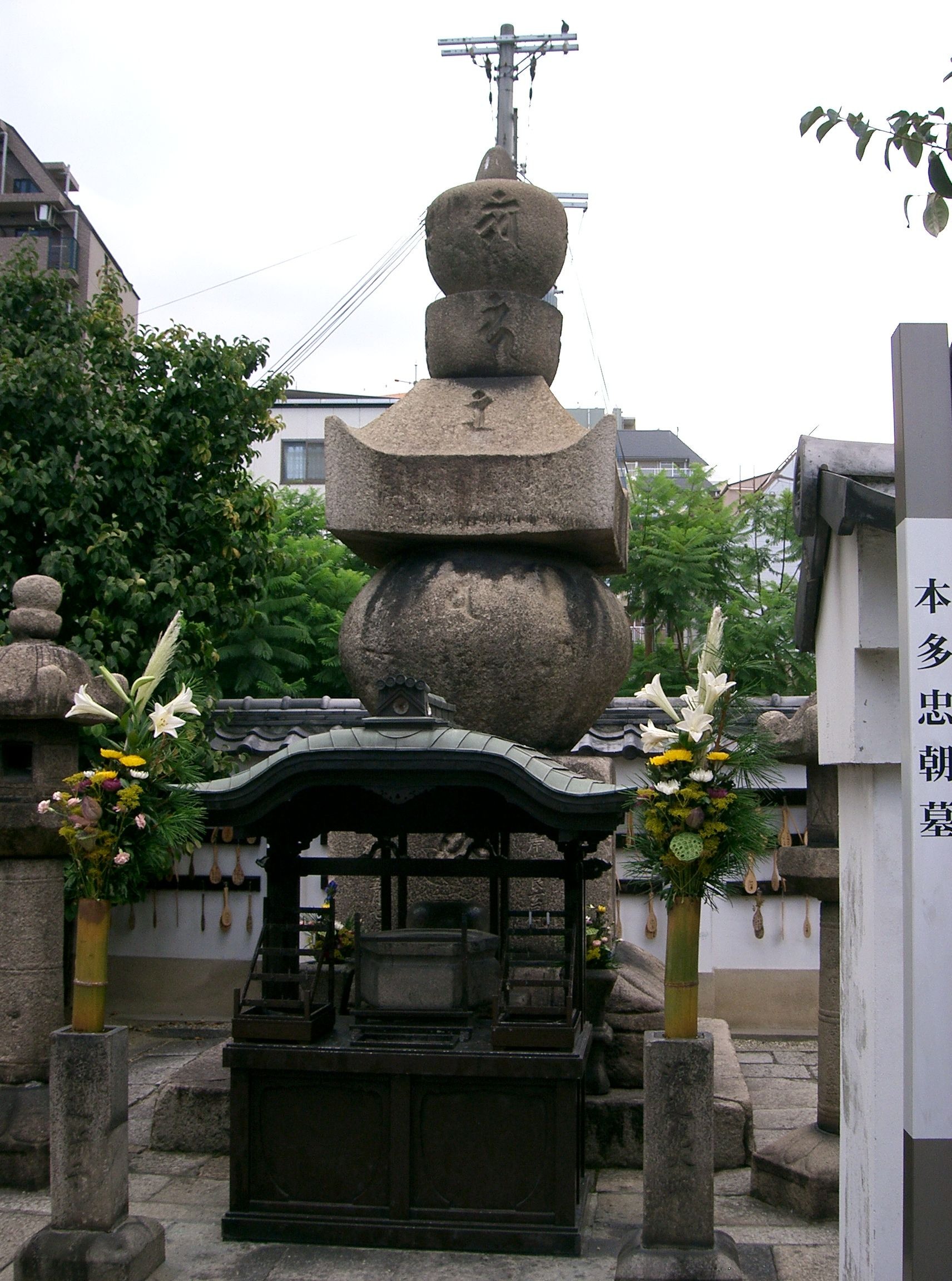
本多忠朝の墓

文治元年（1185年）の春、四天王寺の別当であった慈円の要請によって、法然が四天王寺の西門の坂のほとりに四間四面の草庵を結び「荒陵の新別所」と称し、後に「源空庵」と改名して住んだという。後白河法皇が四天王寺参詣の際に訪れて法然と共に日想観を修したという。当時草庵の西は海を遠く見渡せ、極楽浄土の瑠璃の地のようであったという。慶長元年（1596年）、三河国の僧侶であった本誉存牟上人が法然の旧跡であるこの地で一千日の念仏修法を行い、寿命山観称院一心寺として再興した。彼の一心称名をもって寺ができたため、一心寺という名になったといわれる。
慶長5年（1600年）2月、徳川家康の8男仙千代が大坂で夭折し、その葬儀を一心寺で行った。住持である存牟が家康と同郷の出身であり、また家康が浄土宗の信者であったことにもよる。家康は境内の坂の孤松のすがたを讃えて、「坂松山」の山号とその寺額を贈り、仙千代の戒名から「高岳院」の院号も贈ったため、一心寺は坂松山高岳院一心寺と改名した。
慶長19年（1614年）の大坂冬の陣では家康の陣が茶臼山に隣接したこの寺に置かれている。この寺には翌慶長20年（1615年）の大坂夏の陣の天王寺・岡山の戦いで最前線に立ち討ち死にした本多忠朝の墓所があるが、彼は酒を飲んでいたため冬の陣で敗退し家康に叱責され、見返そうと夏の陣で奮戦したが討ち死にし、死の間際に「酒のために身をあやまる者を救おう」と遺言したといわれることから「酒封じの神」とされるようになった。今でも墓所には禁酒を誓う人がよく詣でている。
江戸時代、一心寺は寺社奉行直轄の檀家を持たない特別寺院となったが、文化文政時代には衰微していた。だが、50世真阿上人が天保年間（1831年 - 1845年）の中頃に復興させている。復興の一因としては、庶民向けに宗派を問わずに年中無休で無縁の霊を供養する施餓鬼供養を始めたことがあげられる。これによって当寺は「おせがきの寺」として賑わった。また、この評判から、大坂に丁稚奉公で出てきた地方の次男坊らが大坂で先祖供養をしたいと先祖の分骨を一心寺の納骨堂に寄せるようになり、後に納骨堂が限界を迎えるようになった。そこで、1887年（明治20年）に嘉永4年（1851年）から同年までに納められた約5万体の遺骨を粉砕して粉にし、鋳型で固めて阿弥陀如来像を制作した。これが骨仏（こつぶつ）の始まりである。
小堀遠州好みの数奇屋「八窓の茶室」や、豊臣大坂城の三の丸にあった玉造門を移築した「黒門」と呼ばれた大きな長屋門も有名であったが、1945年（昭和20年）3月13日・14日の第1回大阪大空襲で境内のほとんどと6体の骨仏を焼失した。戦後、伽藍を再建すると共に、1947年（昭和22年）には空襲で焼失した戦前分の6体の骨仏の残骸に、新たに約22万体の遺骨を加えて第七期骨仏を完成させ、骨仏作りを再開した。以降は10年ごとに納骨された骨で骨仏が作られている。
建築家でもある現長老・高口恭行の作った鉄とコンクリートの斬新な山門（1997年（平成9年）完成、彫刻家・神戸峰男による阿形像・吽形像や、日本画家・秋野不矩による天女像がある）や、信徒会館である日想殿（1977年（昭和52年）完成）など現代建築による施設も見所の一つである。
空襲で焼け残った念仏堂は京都府南丹市に移築されている。

## 骨仏
お骨佛堂に祀られている。通常はお盆の間だけの施餓鬼法要を年中無休でやっている寺として知られ、また、宗旨に関係なく参詣や1万円からの費用で納骨を受け入れる寺（現在は創価学会のみ受け入れを拒絶している）でもあったため、全国から多くの納骨が集まった。
現在も年中無休で年2万ほどの法要と納骨を受け入れ、10年分をあわせて骨仏が作られている。現在は第七期から第十三期（2007年（平成19年）開眼。1997年（平成9年）から2006年（平成18年）末までの骨で作られている）の骨仏が安置されている。遺骨の総数は200万柱（2020年（令和2年）1月現在）で、大阪市の無形民俗文化財にも指定されている。
廃止された梅田墓地の遺骨も移転し納められている。 また、宇野浩二の小説にもしばしば骨仏が描かれている（『思ひ草』など参照）。
当初は本来の墓のほかに分骨を一心寺に納めて骨仏にして供養するという形態であり、全骨の場合も受け入れてきたが、21世紀に入ってからの改葬や墓じまいの増加の影響で遺骨の持ち込みが急増し、対応しきれなくなったことから、2021年（令和3年）から持ち込める骨壺のサイズを小型に制限し、改葬納骨は受け入れない、という受け入れ制限を2020年（令和2年）1月に新聞広告にて発表した。

## 劇場
隣接する東側、茶臼山の裏には「一心寺シアター倶楽」（事務局長：秋山シュン太郎）という劇場を持っており、小劇場演劇、コンテンポラリーダンス、落語などの舞台芸術を提供している。
南側にある「南会所」では、毎月3日間「一心寺門前浪曲寄席」が、毎月21日には「二十一日寄席」が、それぞれ開かれる。

## 境内
- 大本堂
- お骨佛堂 - こちらは古い方の4体の骨仏が祀られている。
- 納骨堂 - こちらは新しい方の4体の骨仏が祀られている。
- 信徒会館「日想殿」 - 1977年（昭和52年）建立。
- 寺務所
- 北門
- 初代林家染丸の墓
- 2代目林家染丸の墓
- 念佛堂
- 初代竹本大隅太夫の墓
- 鐘楼
- 南門
- 元祖廟
- 小西来山の墓
- 開山堂
- 本多忠朝の墓 - 「酒封じの神」でもある。
- 8代目市川團十郎の墓
- 仁王門（山門） - 1997年（平成9年）建立。長老・高口恭行の作。鉄とコンクリートからなる斬新な門。

### 境外
- 一心寺シアター倶楽 - 劇場
- 三千佛堂
- 存牟堂 - 資料館。
- 研修会館
- 北会所
- 南会所
- 一心寺寮「三清舎」
- 洗心館道場
- 写経堂「三清庵」

## 文化財

### 大阪市指定有形文化財
- 絹本著色存牟本誉画像
- 紙本著色一心寺縁起絵巻
- 一心寺仏画群 25点
- 紙本墨書一心寺一行一筆結縁経
- 一心寺文書 7点

### 大阪市指定無形民俗文化財
- 骨仏の信仰習俗[3]

## 第七番御詠歌
阿弥陀仏というよりほかは津のくにの なにはのこともあしかりぬべし

## ラジオ番組
ちょっといい話（ABCラジオ、日曜8:00-8:10）

## 前後の札所
法然上人二十五霊場
6 四天王寺阿弥陀堂（念仏堂）　-　7 一心寺　-　8 報恩講寺
大阪新四十八願所
38 九應寺	　-　39 一心寺　-　40 良運院

## 交通
- 天王寺駅から徒歩15分
- 四天王寺前夕陽ヶ丘駅から徒歩12分